# Goba Fronteira
Goba Fronteira ist ein Ort in Mosambik. Er liegt in der Provinz Maputo im Süden des Landes. Der Ort liegt etwa 400 Meter über dem Meeresspiegel an der Grenze zu Eswatini.

## Geographie
Goba Fronteira liegt mit dem Mhlumeni Border Post an der Fernstraße N3, die aus der Nationalstraße von Eswatini MR7 entsteht, die von Süden von Siteki aus der Region Lubombo kommt.
Der Ort liegt am Hang des Monte Carvalho. Die Nationalstraße verläuft nach Nordosten zum Mbuluzi, an dem der Ort Goba liegt.